# Carroll (New Hampshire)
Carroll è un comune degli Stati Uniti d'America, nella Contea di Coos, nello Stato del New Hampshire.
Nel censimento del 2000 aveva una popolazione di 663 abitanti. I suoi due principali villaggi sono Twin Mountain e Bretton Woods, quest'ultima nota per essere stata sede della Conferenza del 1944.
Carroll è un importante punto di accesso all'area turistica delle Montagne Bianche, in cui si trovano molti sentieri a quota 1.000 m s.l.m. facendo parte della catena montuosa degli Appalachi, l'area del Fiume Zealand e altri punti di interesse.